# Baia, Tulcea
Baia là một xã thuộc hạt Tulcea, România. Dân số thời điểm năm 2002 là 5011 người.